# ديار ربيعة

التقاسيم الإدارية للجزيرة الفراتية خلال الفترة الأموية والعباسية المبكرة، حيث كانت تضم ديار ربيعة وديار مضر ديار بكر.

ديار ربيعة تقسيم إداري في صدر الدولة العربية مثّل الجزء الشرقي للجزيرة الفراتية (إضافة إلى ديار مضر وديار بكر) خلال الفترة الأموية والعباسية المبكرة. وحاضرتها الموصل بين الموصل إلى رأس عين نحو بقعاء الموصل ونصيبين ورأس عين ودنيسر والخابور جميعه وما بين ذلك من المدن والقرى.

## وصف ديار ربيعة
يتفق المؤرخون والجغرافيون على أن ديار ربيعة تشكل الجزء الشرقي الجنوبي من إقليم الجزيرة الفراتية. يقول الإدريسي في كتابه نزهة المشتاق في اختراق الآفاق: